# Station Parlin
Station Parlin is een spoorwegstation in de Poolse plaats Parlin.